# تافازانو كون فيلافيسكو
تافازانو كون فيلافيسكو (باللهجة اللوديجيانية: تافاسان كون فيلافيسك) هي بلدية في مقاطعة لودي في منطقة لومبارديا الإيطالية، وتقع على بعد حوالي 35 كيلومتر (22 ميل) جنوب شرق ميلانو وعلى بعد حوالي 9 كيلومتر (5.6 ميل) شمال غرب لودي.
تافازانو كون فيلافيسكو تحدها البلديات التالية: مولازانو، كاسالمايوكو، لودي، مونتاناسو لومباردو، سورديو، سان زينون آل لامبرو، لودي فيتشيو. وتخدمها محطة تافازانو للسكك الحديدية.